# 姜國華
姜國華（1523年—1593年），字邦實，號甬洲，浙江寧波府慈谿縣人，軍籍，明朝政治人物。

## 生平
二十四岁中式丙午科（1549年）浙江鄉試第七十八名舉人。嘉靖三十五年丙辰科礼部會試第二百八十二名，丁忧未殿试，三十八年（1559年）中式己未科二甲第六十八名進士。礼部观政，授工部主事，四十二年升员外、郎中，四十四年升河南佥事，隆慶二年（1568年）四月升陕西右参议。四年降为常州府通判，升南京刑部湖广司署郎中主事，萬曆二年（1574年）正月升福建佥事，二月调廣東。

## 家族
曾祖姜淵；祖父姜錦；父姜槐，贈工部郎中加佥事。前母方氏、王氏；母陸氏，贈宜人。兄国泰、国藩、姜潮（省祭）、国秀、弟國望（生员）、国器、国佐。